# 罪人の嘘
『罪人の嘘』（ざいにんのうそ）は、2014年8月31日から9月28日まで毎週日曜日22:00 - 23:00（JST）にWOWOW「連続ドラマW」枠で放送された日本のテレビドラマ。全5話。
脚本の金子ありさらが約3年にわたる取材をもとに書き上げ、制作されたという司法サスペンスであり、裁判に勝つためなら手段を選ばないことで悪名高い高級弁護士の笠原卓也と人情派弁護士の楠之瀬正志の関係性や、躍進を続ける笠原の栄光の陰に隠された過去などを通して「人が人を裁く」ことの意味を問う作品となっている。監督は本作で連続ドラマ初監督となる瀬々敬久。
なお、本作品は2016年現在において、連続ドラマWで最後のオリジナル脚本による作品となっている。

## あらすじ
連続強姦殺人事件の犯人である有村が無罪となった。完全に黒であった彼を無罪にしたのは、笠原という弁護士であった。大企業である日京ホールディングスのアレルギー死亡事故をも無罪にした彼の手腕に目をつけ、日京ホールディングスの羽根田会長は彼を顧問弁護士として雇う。
一方、有村の弁護を途中放棄した、笠原の前任に当たる楠之瀬に、ある弁護の依頼が入る。それは、日京ホールディングスの傘下である、グランドエアラインの貨物機事故の訴訟であった。
グランドエアラインの弁護を担当するのは笠原。勝訴のためにはいかなる手段をも選ばない笠原と、人情を重んじる楠之瀬との法廷での対決が、幕を開けた。

## 登場人物

### 東京アサイズ法律事務所
笠原 卓也（かさはら たくや）
演 - 伊藤英明（幼少期：大西利空、青年期：稲葉友）
弁護士。幾つもの大手企業の顧問弁護を担当している。裁判のためなら手段を選ばないことで悪名高い。
楠之瀬が放棄した連続強姦殺人事件の被告側弁護を引き受け、逆転無罪に持ち込む。
広瀬 祐
演 - 中村蒼
新米弁護士。笠原のアシスタント。
大垣 宇一
演 - 北見敏之
代表弁護士。
海老名 昌平
演 - 矢柴俊博
弁護士。笠原に代わり、日京ホールディングスの顧問弁護士に就く。

### 楠之瀬法律事務所
楠之瀬 正志（くすのせ まさし）
演 - 滝藤賢一
弁護士。情に厚く、正義感が強い。
グランドエアライン貨物機事故裁判で漁船員遺族の弁護を引き受け、笠原と相対する。
高木 宏枝
演 - 片岡礼子
事務員。

### 児童養護施設関係者
松本 康子（まつもと やすこ）
演 - 木村佳乃（幼少期：伊藤星）
医師。小さな診療所を経営している。笠原とは児童養護施設でともに育った幼なじみ。
松本 省吾（まつもと しょうご）
演 - 渋川清彦（幼少期：大嶋康太、青年期：小林ユウキチ）
康子の兄。康子、笠原とともに同じ児童養護施設で育つ。前科があり、暴力団と関係を持つ。
笠原の過去を知る数少ないひとりであり、執拗に金を要求する。
足立 房子
演 - りりィ
笠原・康子・省吾が育った児童養護施設の職員。

### 警視庁捜査一課
工藤 一路
演 - 筒井道隆
刑事。
久保 耀司
演 - 眞島秀和
刑事。工藤の部下。

### 楠之瀬家
楠之瀬 朋美
演 - 奥貫薫
楠之瀬の妻。二児の母。
楠之瀬 希海
演 - 久家心/倉持聖菜(高校生)
楠之瀬の娘。
楠之瀬 大輝
演 - 浅川蓮
楠之瀬の息子。

### その他
羽根田 健三（はねだ けんぞう）
演 - 仲代達矢
日京ホールディングス名誉会長。
鴨下 和哉
演 - 松重豊
笠原に雇われている興信所職員。
有村 弘人
演 - 柄本時生
連続強姦殺人事件被告人。
事件に対し一切反省の色を見せないことから、担当弁護士であった楠之瀬に弁護を放棄される。死刑を求刑していたが、代わって弁護に付いた笠原により逆転無罪を勝ち取る。
望月
演 - 緋田康人
弁護士。笠原の両親を殺害した放火犯の無罪を勝ち取った。松本省吾に殺害されたとされる。

### ゲスト

#### 第1話
梶尾 久之
演 - 竹中直人
青葉製菓アレルギー裁判の原告弁護人。
墨田 保
演 - 音尾琢真
青葉製菓アレルギー裁判の遺族代表。
墨田 亮子
演 - 宮澤美保
墨田の妻。
青葉製菓の代表
演 ‐ 井上肇、伊藤洋三郎
笠原弁護指名。
田渕
演 ‐ 菅田俊
青葉製菓の工廠長。
大槻 清司
演 ‐ 遠藤たつお　　
検察官
演 ‐ 馬渕英俚可
救急救命士医療事故の訴訟担当。
向井 哲平
演 ‐ 平野勇樹
救急救命士、医療事故の被告。

#### 第2話
木村 聡
演 - 甲本雅裕（第2話 - 第4話）
グランドエアライン貨物機機長。
蛭田 和紀
演 - 阿部亮平（第2話 - 第3話）
暴力団構成員。松本省吾殺人事件の容疑者。
今井
演 - 三浦誠己（第2話 - 第3話）
警視庁大森西警察署の刑事。
安西副操縦士の妻
演 - 石橋けい（第2、第4話）

#### 第3話
溝口 佐登志
演 - 津田寛治
刑事裁判の検察官。

#### 最終話
田島 信弘
演 - 矢島健一
松本康子殺害事件担当の検察官。

## スタッフ
- 監督：瀬々敬久
- 脚本：金子ありさ
- 音楽：林祐介
- 法律監修：本村健太郎
- プロデューサー：岡野真紀子、浅野敦也
- 制作協力：ドリマックス・テレビジョン
- 製作著作：WOWOW